# (38739) 2000 QO149
2000 QO149 (asteroide 38739) é um asteroide da cintura principal. Possui uma excentricidade de 0.21563130 e uma inclinação de 2.61099º.
Este asteroide foi descoberto no dia 24 de agosto de 2000 por LINEAR em Socorro.